# Donna allo specchio
Donna allo specchio è un dipinto a olio su tela (96x76 cm) di Tiziano, databile al 1512-1515 circa e conservato nel Louvre di Parigi.

## Storia
L'opera è conosciuta da quando si trovava nelle gallerie dei Gonzaga a Mantova, che vennero acquistate da Carlo I d'Inghilterra. Dopo la decapitazione del sovrano la tela in questione, all'asta dei beni della corona, venne acquistata dagli agenti di Luigi XIV di Francia, che la custodì a Versailles.
Si sono fatti nel tempo numerosi tentativi di identificazione della donna che ha prestato il volto al ritratti, come amante di Tiziano, come Laura Dianti amante di Alfonso d'Este, come Isabella Boschetti, amante di Federico Gonzaga. Tali ipotesi però non collimano con la datazione basata sull'analisi stilistica, che lega il lavoro al 1512-15, prima cioè che l'artista intessesse rapporti con le corti di Mantova e Ferrara. Laura Dianti venne ritratta da Tiziano in un'opera del 1523. Probabilmente si tratta di una semplice modella che ricompare in altri dipinti.
La stessa donna dai capelli biondi e crespi è infatti il soggetto di una serie di dipinti databili negli stessi anni: la Flora agli Uffizi, la Vanità a Monaco, la Salomè della Galleria Doria Pamphilj, la Violante  e la Giovane donna con veste nera di Vienna. Si trattava comunque di una consuetudine per la bottega dell'artista (verificabile ad esempio anche per la serie legata alla "Bella") di creare opere simili con varianti dai medesimi studi, se non proprio dallo stesso cartone. La stessa donna appare inoltre, simile, nel personaggio vestito dell'Amor Sacro e Amor Profano e in alcune Madonne.
Dell'opera sono note molte versioni, anche di qualità, ma nessuna all'altezza del prototipo. Le migliori nel Museu di Barcellona, nella Galleria del Castello di Praga e nella National Gallery di Washington.

## Descrizione e stile

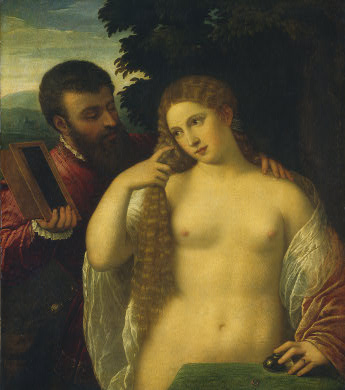
La variante di Washington, solitamente assegnata alla bottega di Tiziano

Una donna dalla bellezza ideale si affaccia da un parapetto toccando un oggetto su di esso appoggiato (una boccetta, magari contenente profumi o unguenti), mentre con la destra si accarezza i capelli. Un uomo, dietro di lei, regge uno specchio in modo da mostrare il lato posteriore della donna e la finestra che illumina la stanza: si tratta di un motivo legato al dibattito sul paragone delle arti, secondo cui anche la pittura, al pari della scultura, poteva offrire vedute molteplici di un soggetto. L'uomo tiene inoltre un secondo specchio, visibile di profilo, in cui la donna si guarda mentre si acconcia.
Lo stile della Donna allo specchio mostra quell'armonia di colori e di composizione tipica della produzione giovanile di Tiziano, esaltante la bellezza del soggetto, anche con una forte valenza sensuale: le donne dell'epoca portavano i capelli sciolti soltanto nell'intimità domestica, e ciò conferisce al dipinto un carattere erotico che prevale sugli altri riferimenti al tema della vanità (la boccetta di unguento, il gioco degli specchi).

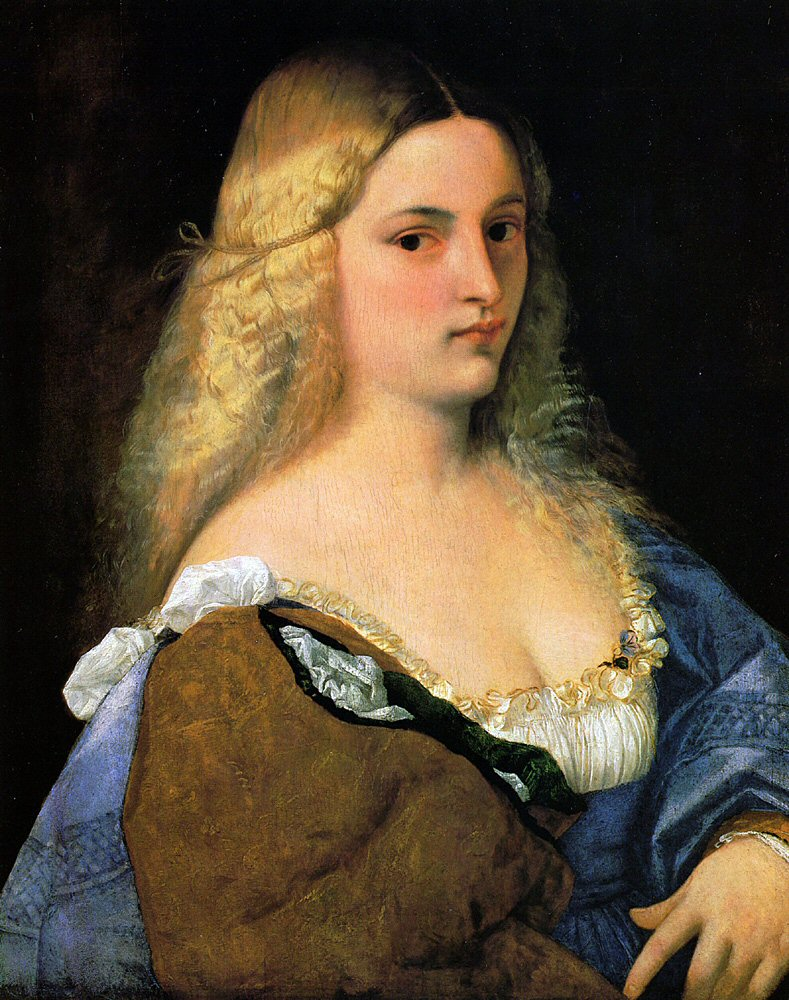
Violante (Kunsthistorisches Museum)
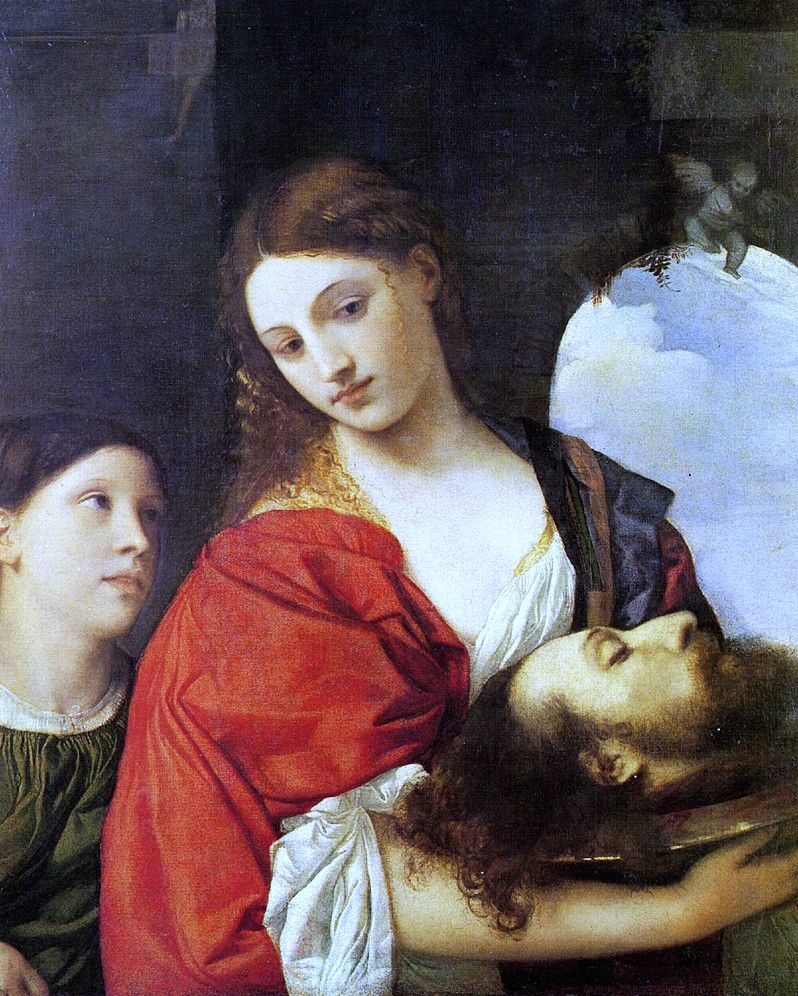
Salomè (Galleria Doria Pamphilj)
Donna allo specchio (Louvre)
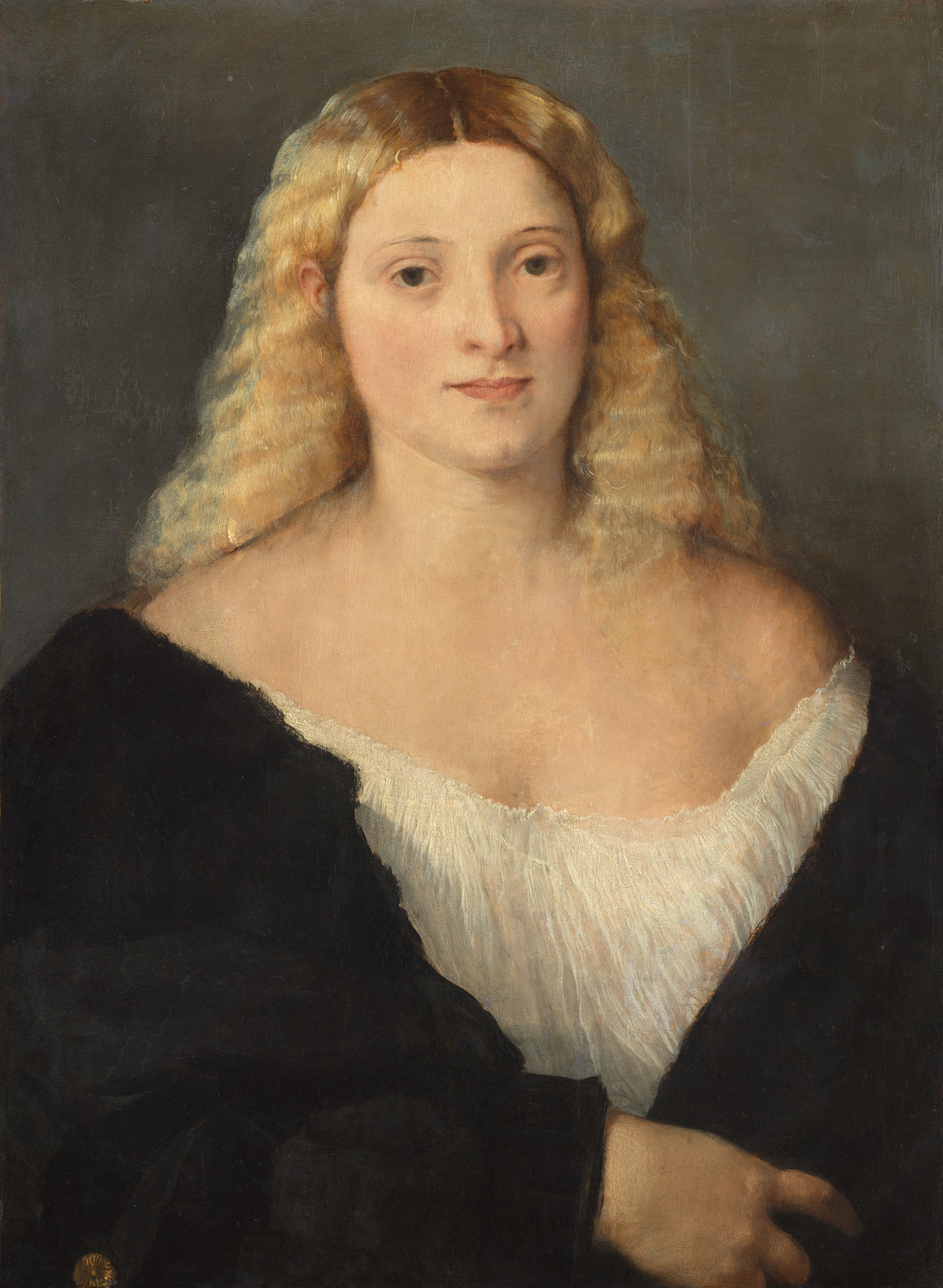
Giovane donna con veste nera (Kunsthistorisches Museum)
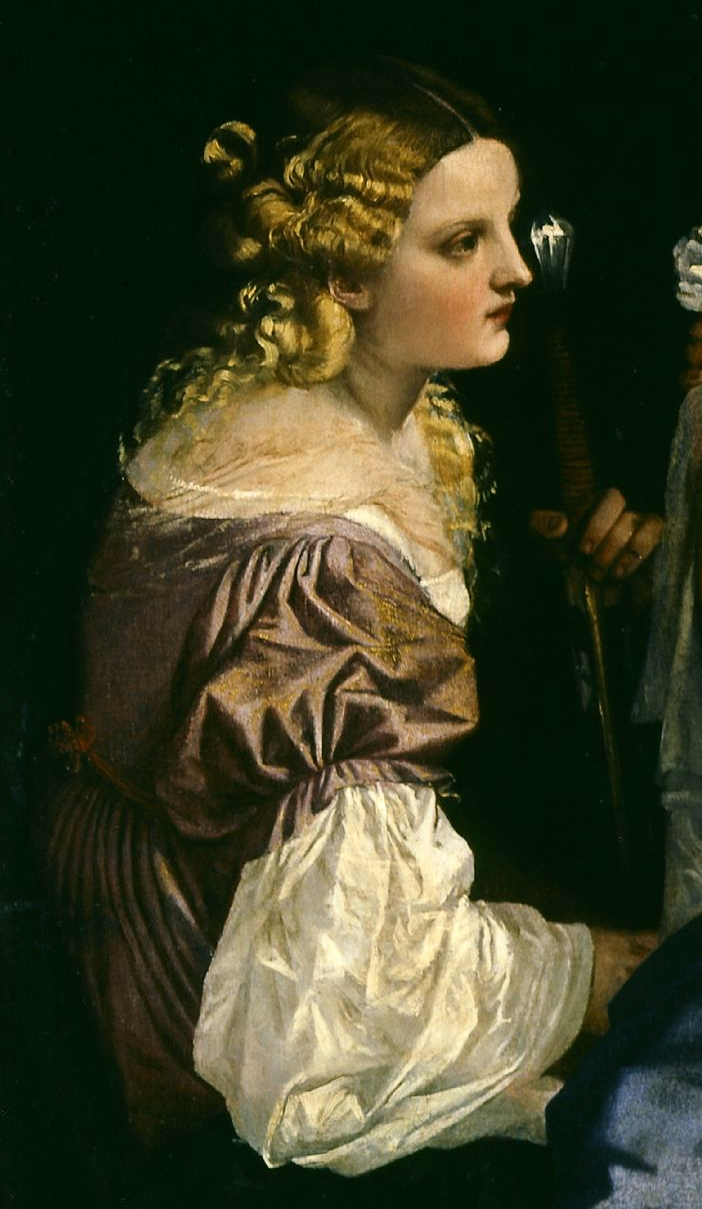
Sacra conversazione Balbi (Fondazione Magnani-Rocca, dettaglio)
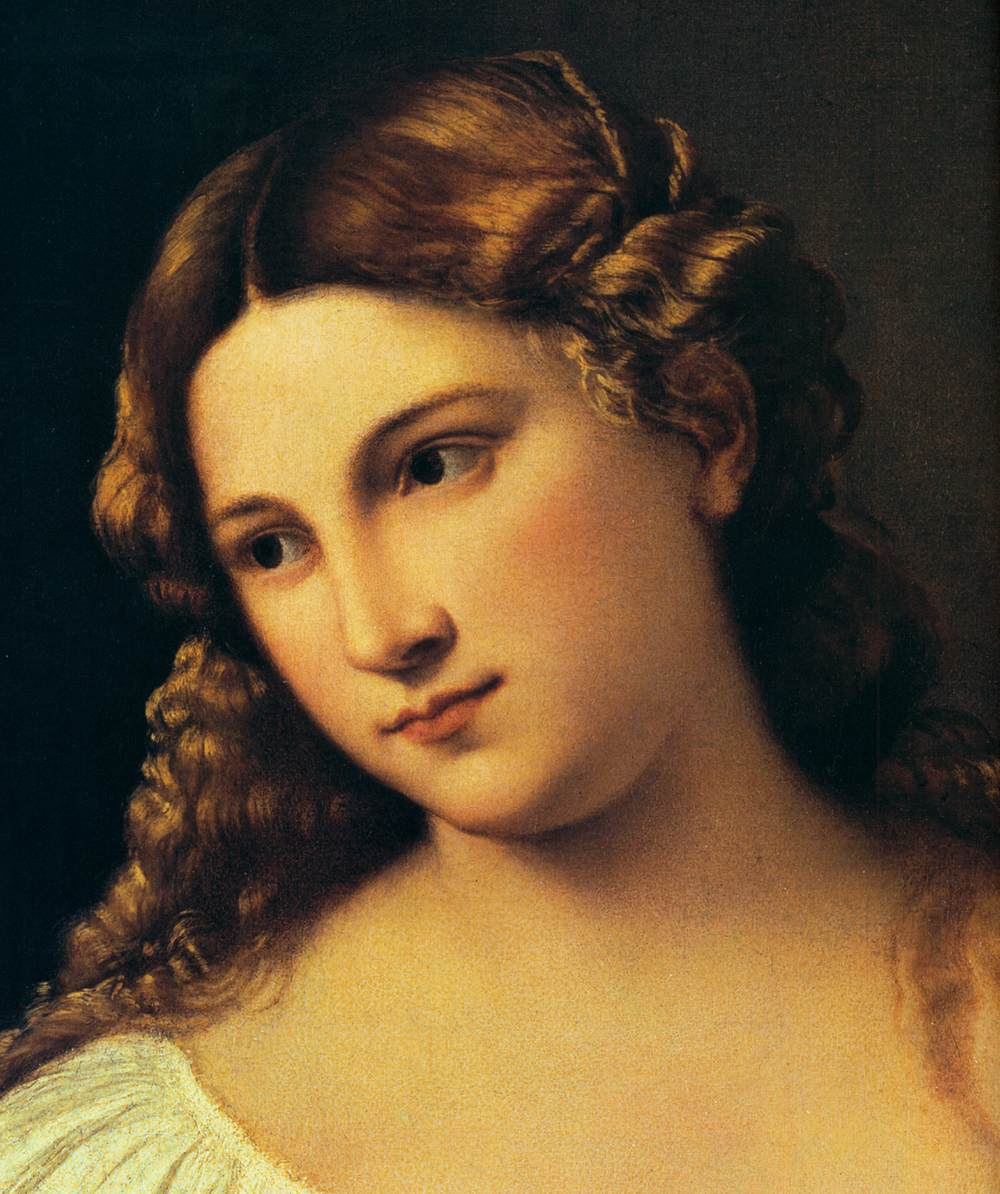
Flora (Uffizi, dettaglio)
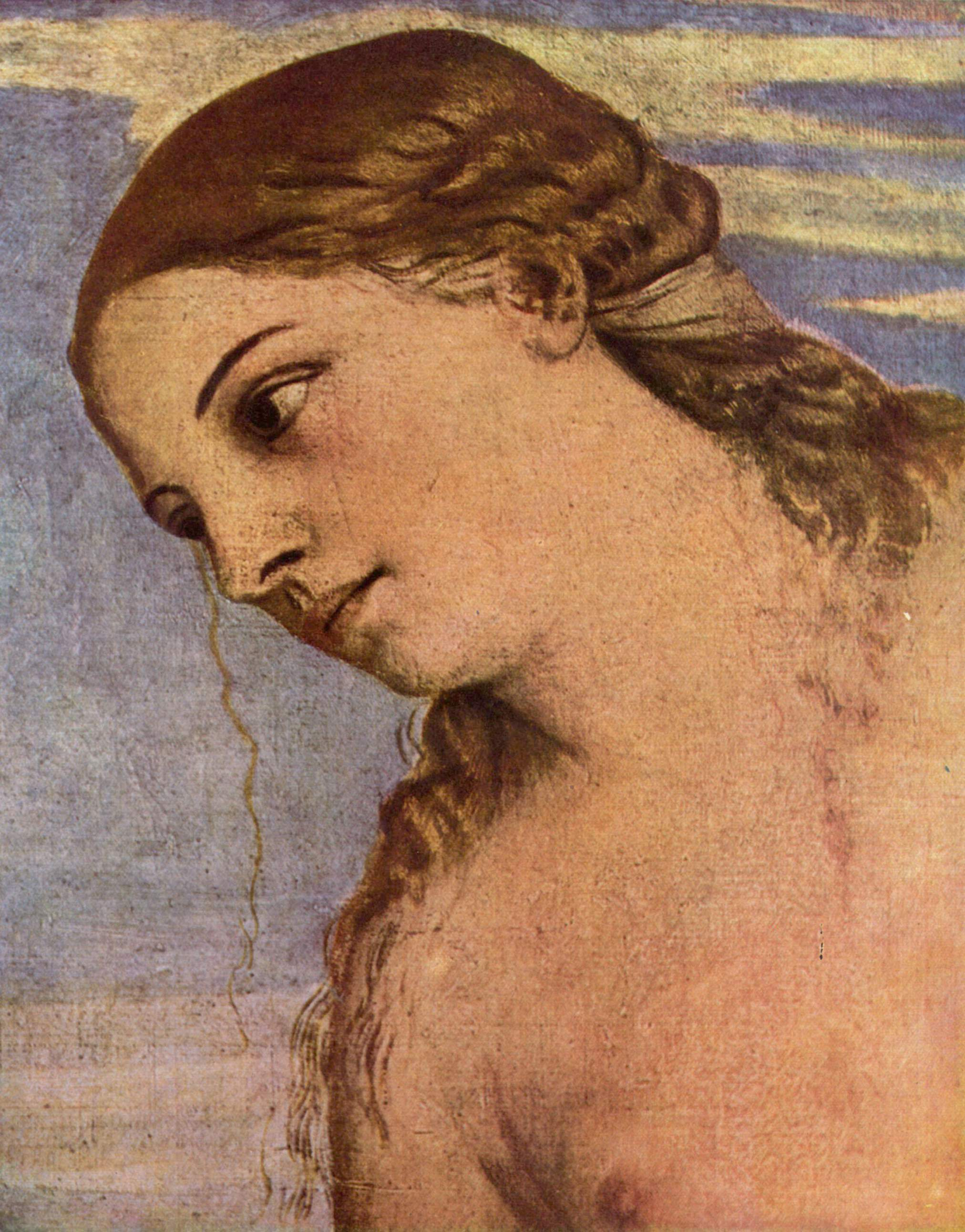
Amor sacro e Amor profano (Galleria Borghese, dettaglio)
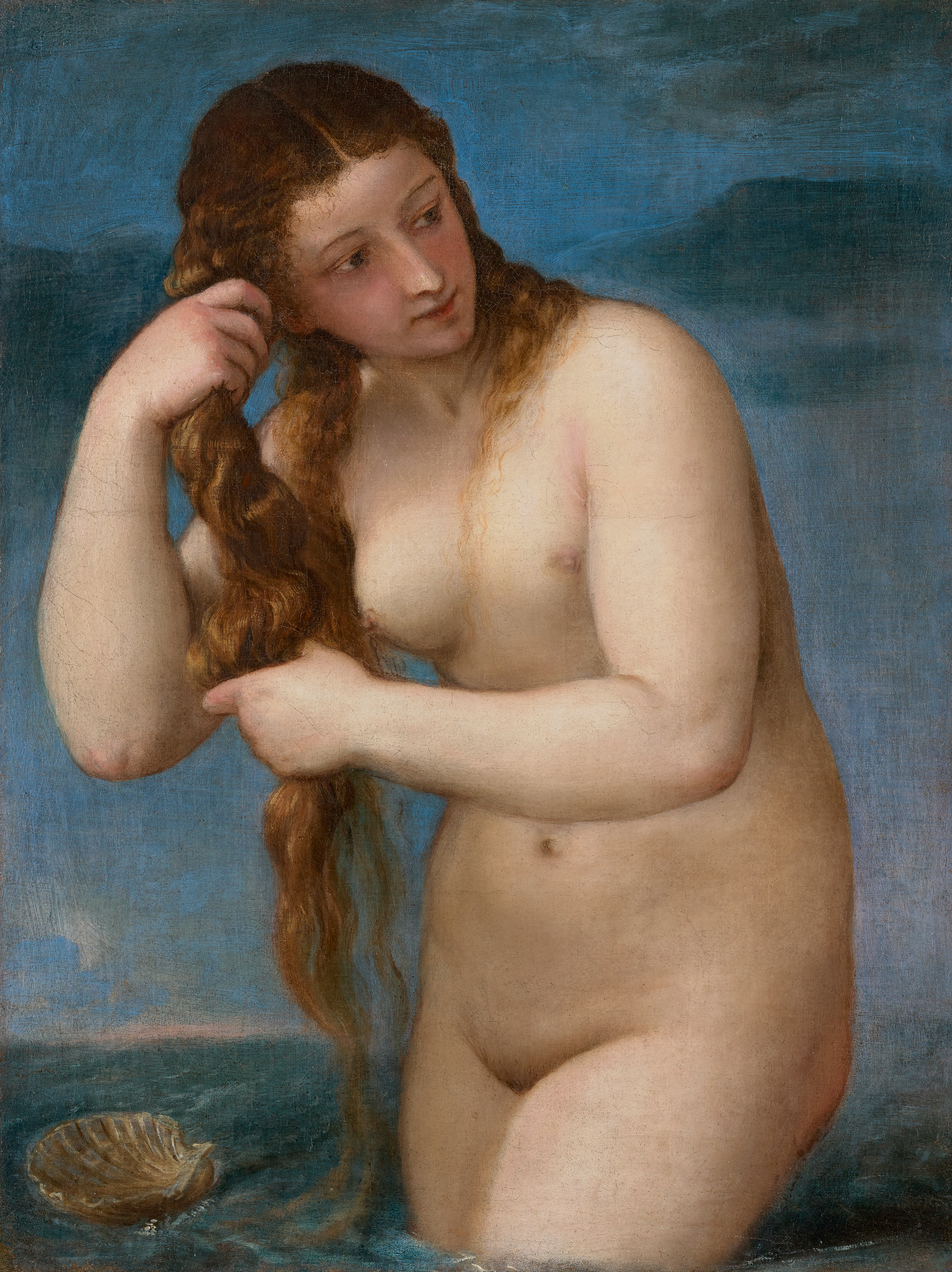
Venere Anadiomene (National Gallery of Scotland)
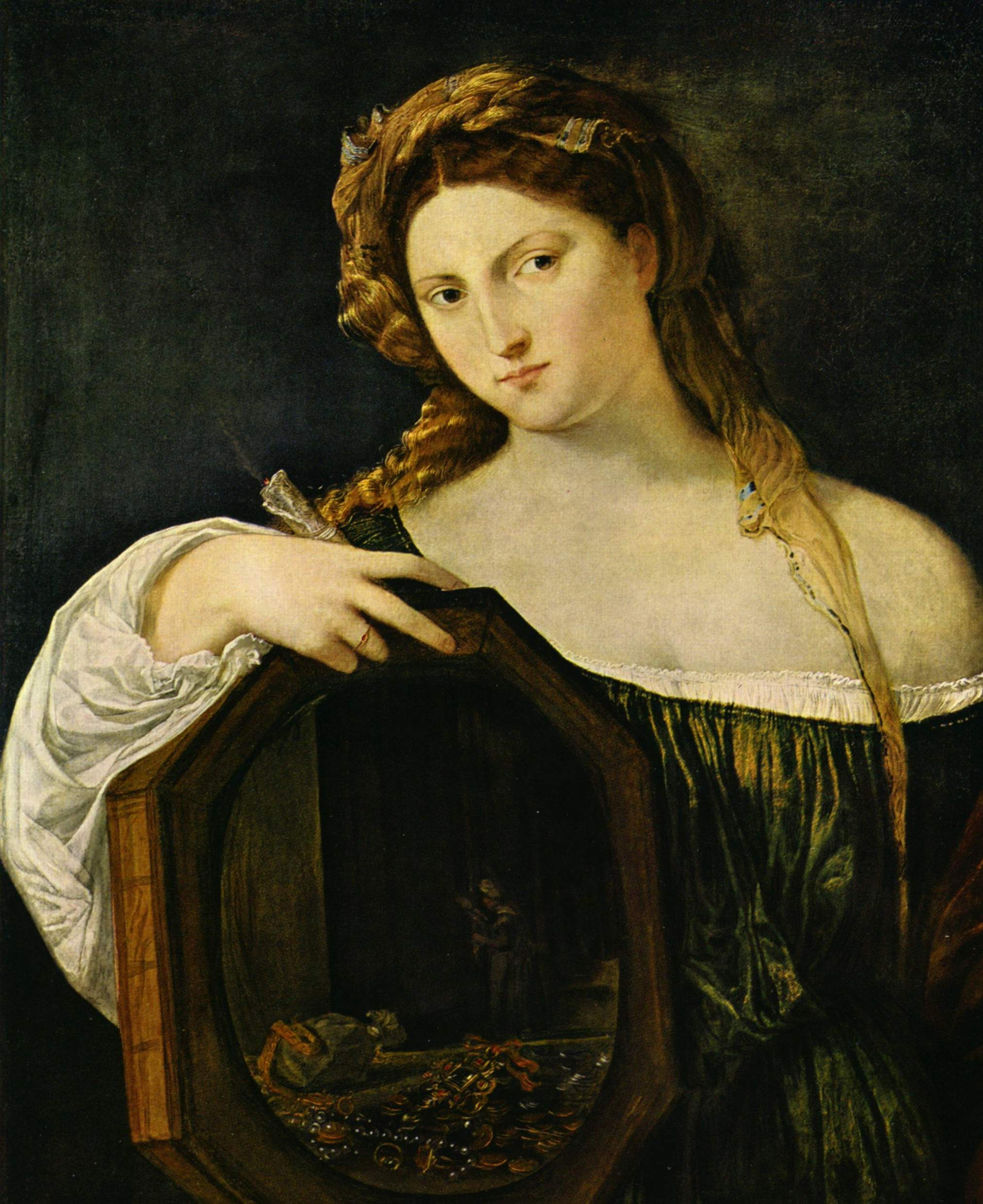
Vanità (Alte Pinakothek)